# Bizen (Okayama)
Bizen (Japans: 備前市, Bizen-shi) is een stad in de Japanse prefectuur Okayama. Begin 2014 telde de stad 36.085 inwoners.

## Geschiedenis
Op 1 april 1971 kreeg Bizen het statuut van stad (shi). In 2005 werden de gemeenten Hinase (日生町) en Yoshinaga (吉永町) toegevoegd aan de stad.
Steden:
Akaiwa · Asakuchi · Bizen · Ibara · Kasaoka · Kurashiki · Maniwa · Mimasaka · Niimi · Okayama (hoofdstad) · Setouchi · Soja · Takahashi · Tamano · Tsuyama

Districten:
Aida · Asakuchi · Kaga · Katsuta · Kume · Maniwa · Oda · Tomata · Tsukubo · Wake
Gemeenten per district